# South Xizang Road
South Xizang Road (西藏南路; Pinyin: Xīzàng Nán Lù) is een station van de metro van Shanghai in het district Huangpu. Het station wordt bediend door lijn 4 en lijn 8. 
Het ondergronds station ligt aan de kruising van de South Zhongshan Road en South Xizang Road. Het station is van op straatniveau bereikbaar via vijf verschillende ingangen. Het eilandperron van lijn 4 ligt een niveau en in oost-west richting onder het eilandperron van lijn 8 wat noord-zuid georiënteerd. Voor een vlotte overstap zijn er verbindingen direct tussen beide perrons.
South Xizang Road werd op een en dezelfde dag zowel als station op lijn 4 als als station op lijn 8 geopend, en dit op 29 december 2007. Het is van de stations die twee jaar later dan het eerste deel van lijn 4 volgden, en dan pas mee de lus sloten. De latere opening is het gevolg van een ernstig werfongeluk bij Dongjiadu Road op 1 juli 2003 tijdens de werken. Het station is ontworpen met op beide niveaus voor de beide lijnen een eilandperron.
← Yishan Road · Shanghai Indoor Stadium · Shanghai Stadium · Dong'an Road · Damuqiao Road · Luban Road · South Xizang Road · Nanpu Bridge · Tangqiao · Lancun Road · Pudian Road · Century Avenue · Pudong Avenue · Yangshupu Road · Dalian Road · Linping Road · Hailun Road · Baoshan Road · Station Shanghai · Zhongtan Road · Zhenping Road · Caoyang Road · Jinshajiang Road · Zhongshan Park · West Yan'an Road · Hongqiao Road → 

Lijnen van de metro van Shanghai: 1 · 2 · 3 · 4 · 5 · 6 · 7 · 8 · 9 · 10 · 11 · 12 · 13 · 14 · 15 · 16 · 17 · 18 · Pujiang Line
Shiguang Road · Nenjiang Road · Xiangyin Road · Huangxing Park · Middle Yanji Road · Huangxing Road · Jiangpu Road · Anshan Xincun · Siping Road · Quyang Road · Hongkou Football Stadium · North Xizang Road · Zhongxing Road · Qufu Road · People's Square · Dashijie · Laoximen · Lujiabang Road · South Xizang Road · China Art Museum · Yaohua Road · Chengshan Road · Yangsi · Oriental Sports Center · Lingzhao Xincun · Luheng Road · Pujiang Town · Jiangyue Road · Lianhang Road · Shendu Highway

Lijnen van de metro van Shanghai: 1 · 2 · 3 · 4 · 5 · 6 · 7 · 8 · 9 · 10 · 11 · 12 · 13 · 14 · 15 · 16 · 17 · 18 · Pujiang Line